# Prionchulus spectabilis
Prionchulus spectabilis är en rundmaskart. Prionchulus spectabilis ingår i släktet Prionchulus och familjen Mononchidae. Arten är reproducerande i Sverige. Inga underarter finns listade i Catalogue of Life.